# Oyak-Renault
Oyak Renault Otomobil Fabrikaları A.Ş. o Oyak-Renault Es un fabricante turco de automóviles con sede en Bursa. Es copropiedad de OYAK (en turco: Ordu Yardımlaşma Kurumu; en español: Institución de Solidaridad del Ejército, un fondo de pensiones) y Renault. Oyak posee el 49 % y Renault el 51 % de la empresa.

## Historia
Oyak-Renault se fundó en 1969 por Renault, Oyak y Yapi Kredi Bank, iniciando su producción dos años más tarde.
La empresa fabricó inicialmente varios modelos de Renault para el mercado local e internacional. Actualmente, algunos modelos se exportan a hasta 100 países de todo el mundo.
En 2018, la empresa produjo 336.888 automóviles y 602.421 motores. Ese mismo año, se anunció que exportó aproximadamente el 80% de su producción de automóviles.

## Operaciones
Con una capacidad de producción anual de entre 286.000 y 360.000 unidades, es la mayor fábrica de Renault fuera de Europa Occidental. La red oficial de concesionarios de Renault en Turquía es otra empresa conjunta, MAİS A.Ş.
Además del ensamblaje de automóviles, la planta opera su propia producción de cajas de cambios y motores. Actualmente, fabrica 450 motores diferentes, con una producción anual de 450.000 unidades. En sus tres turnos de trabajo, emplean a más de 5.900 trabajadores.

## Modelos actuales

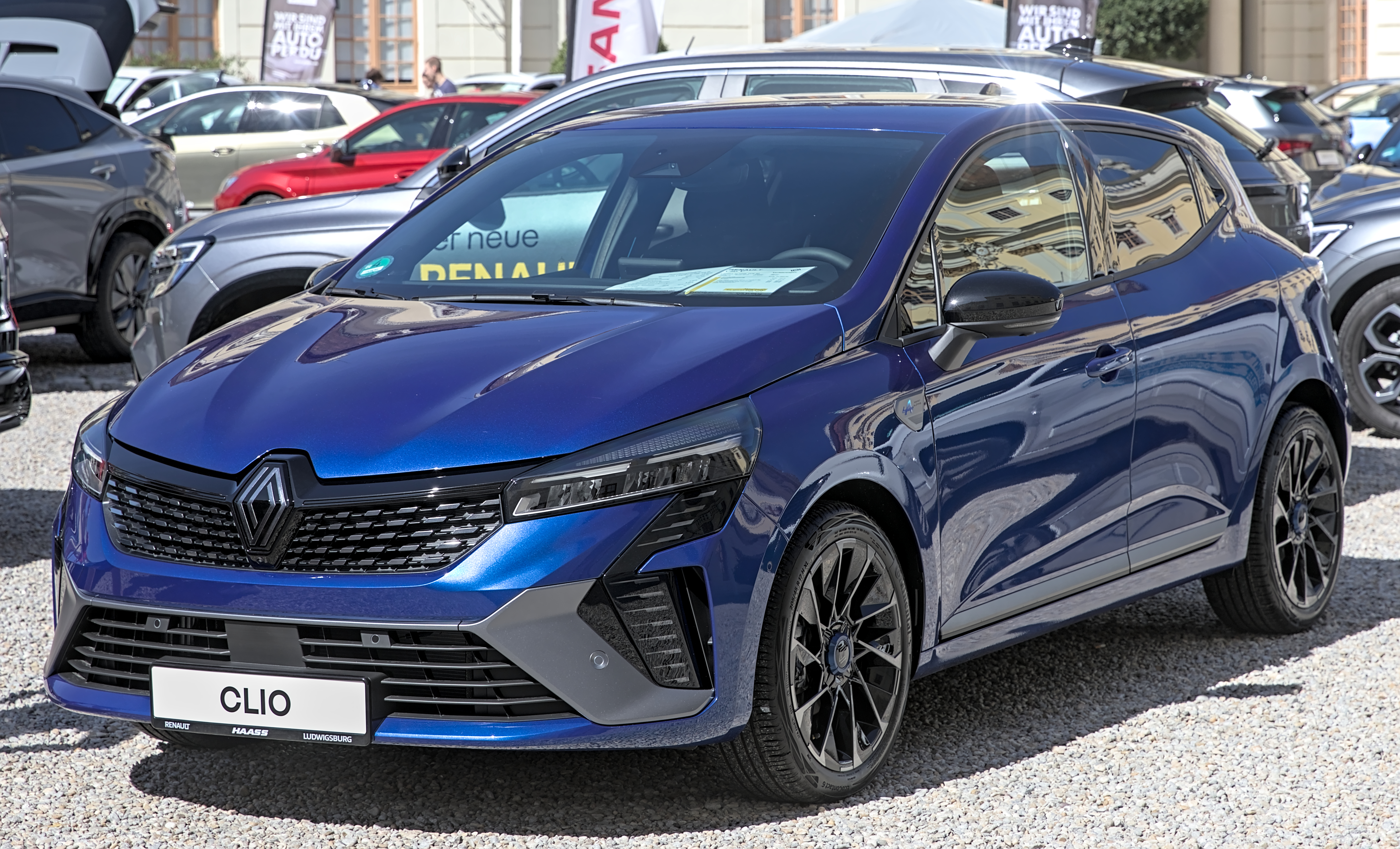
Renault Clio HB 2019–actualidad
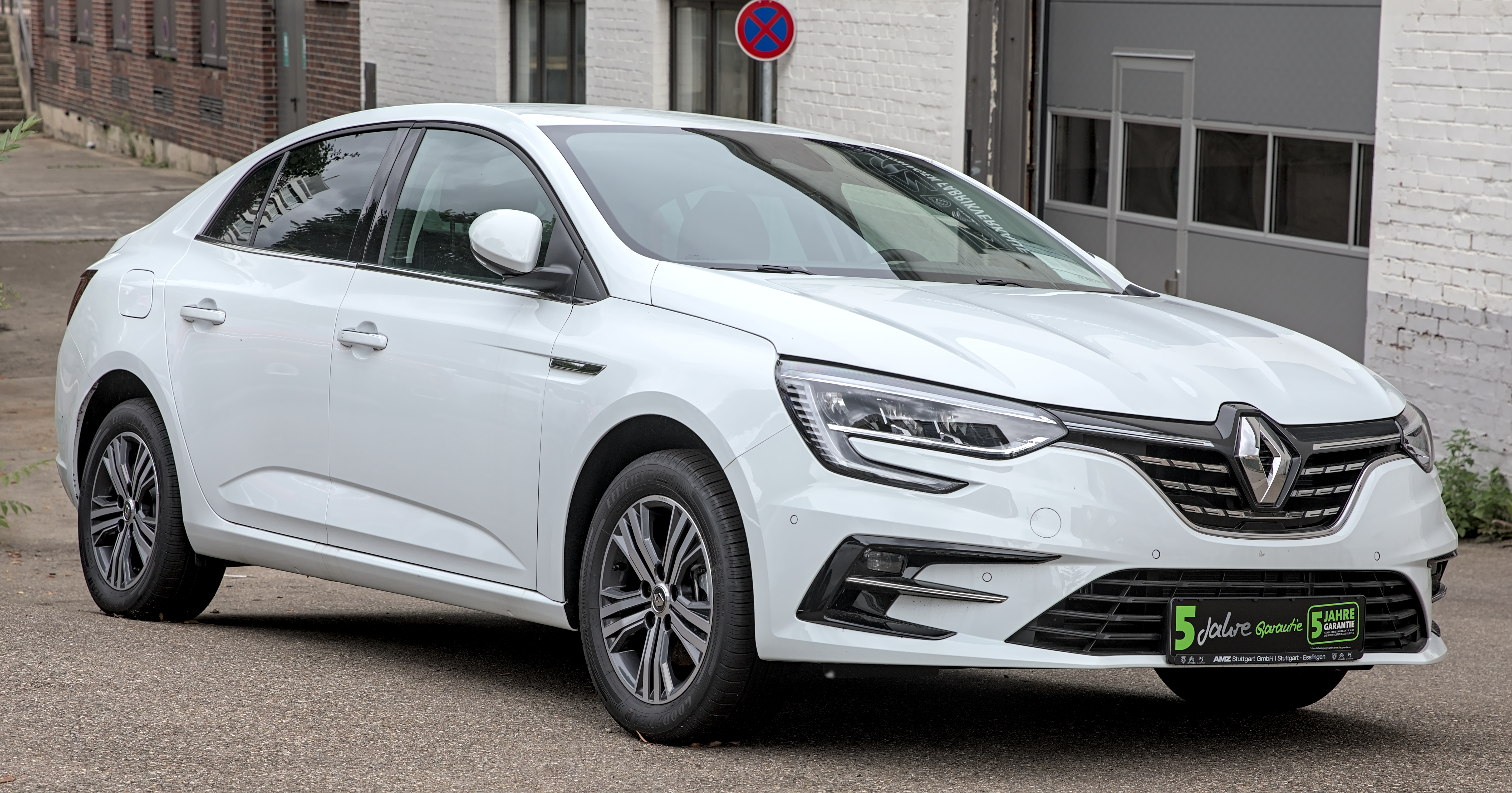
Renault Mégane sedan 2016-actualidad

## Ex modelos

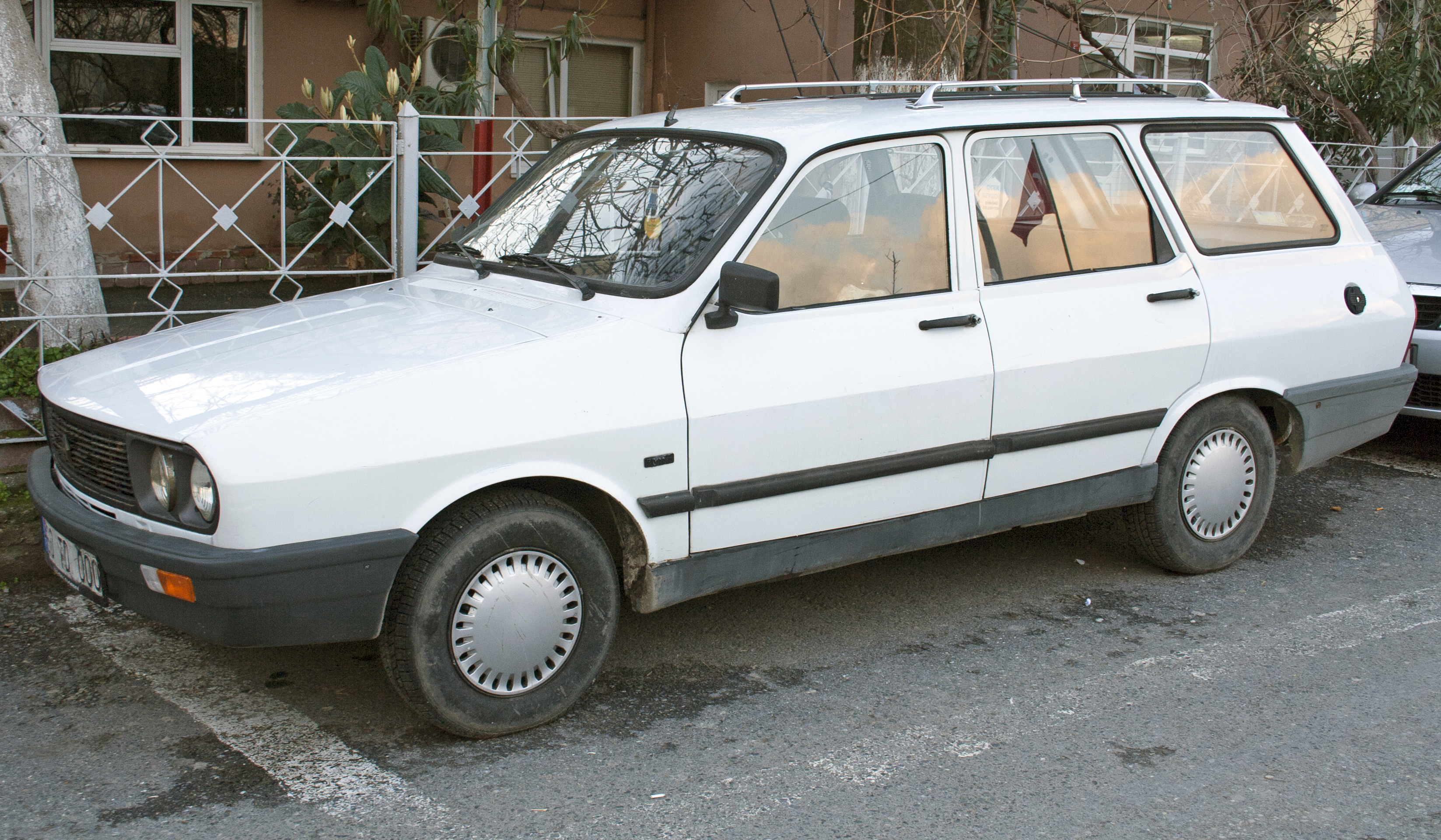
Renault 12 1971–1989 Renault 12 Toros 1989–2000
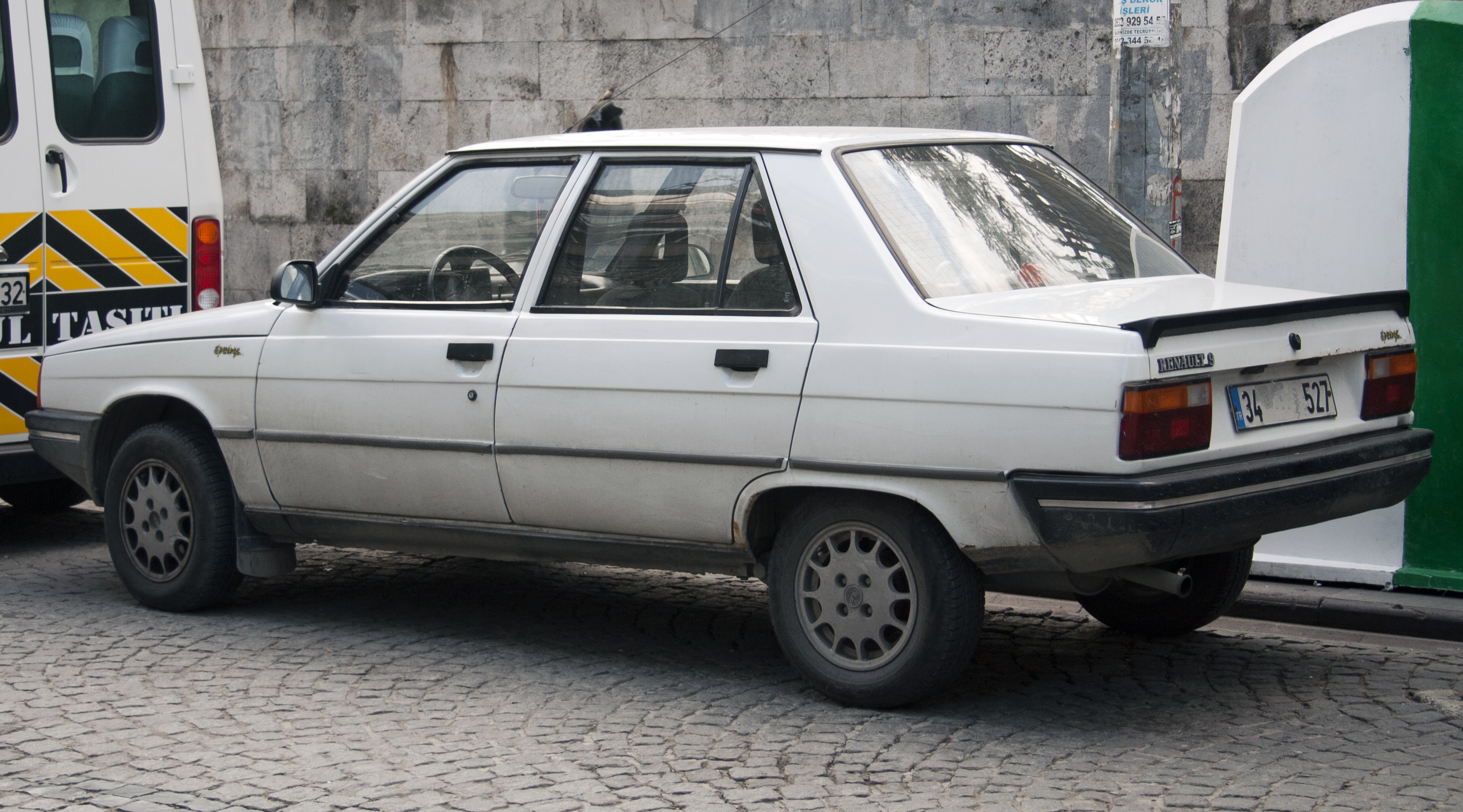
Renault 9 Broadway/Spring 1985–2000
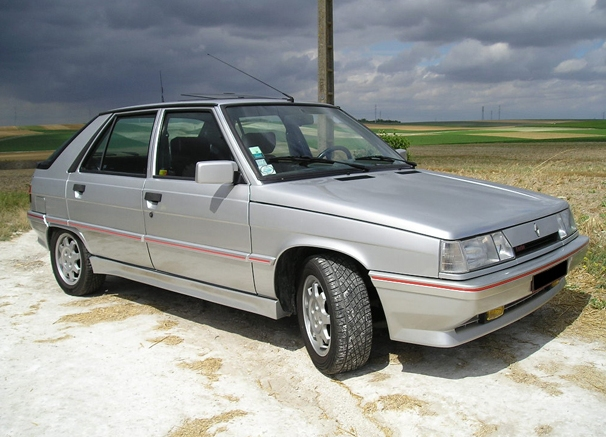
Renault 11 Flash 1987–1996
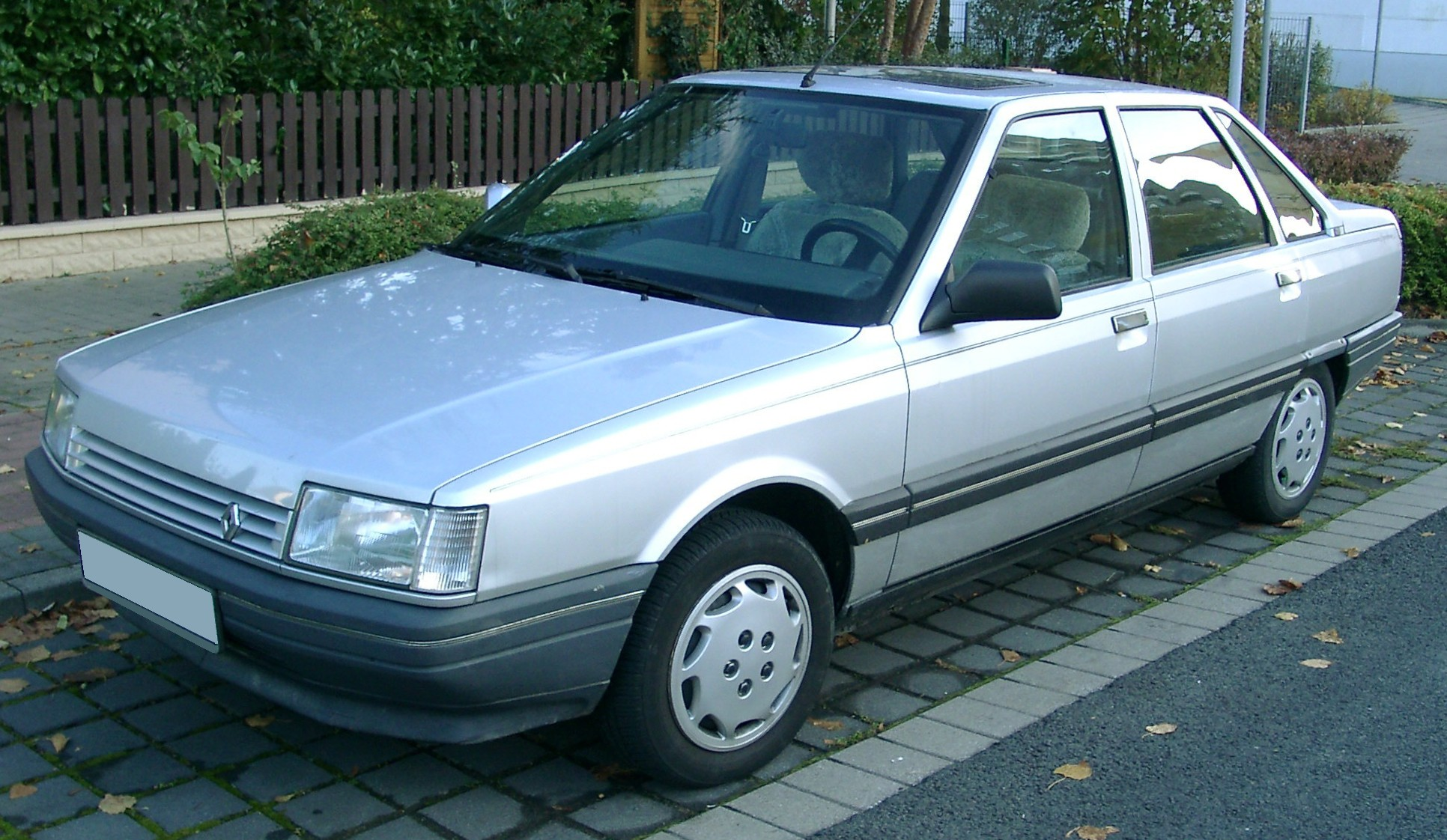
Renault 21 Manager 1990–1995
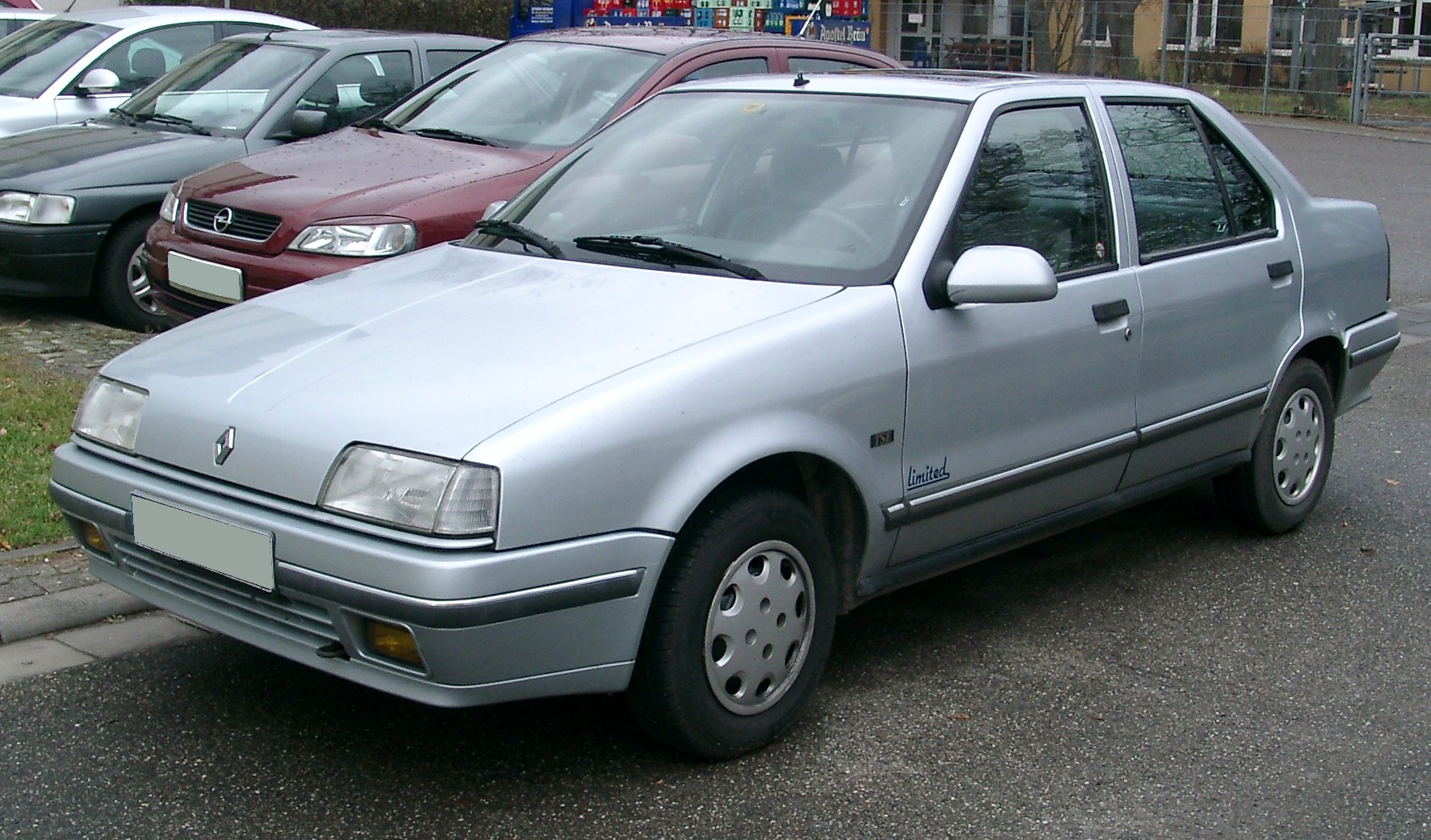
Renault 19 1992–1996
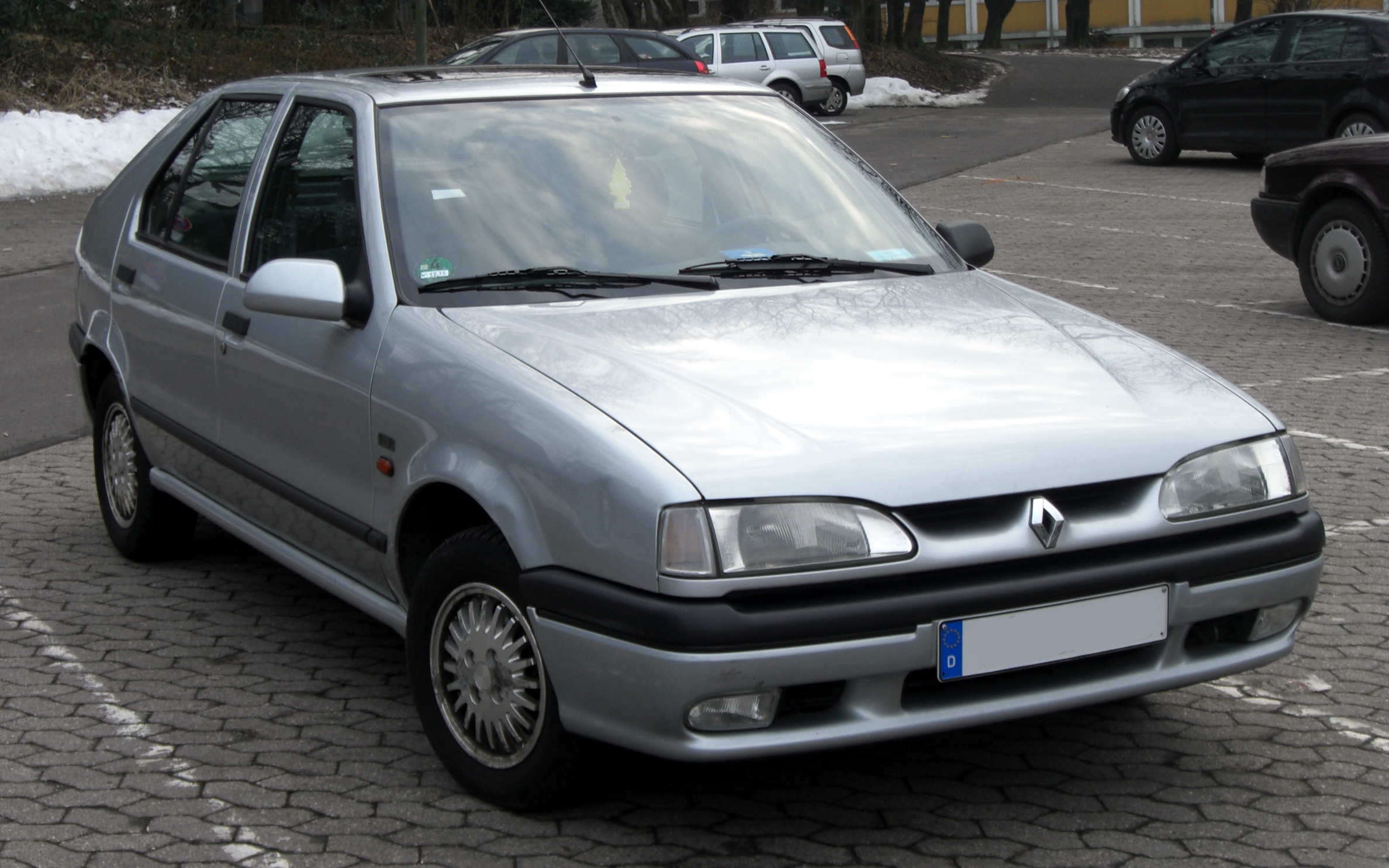
Renault 19 Europa 1996–2003
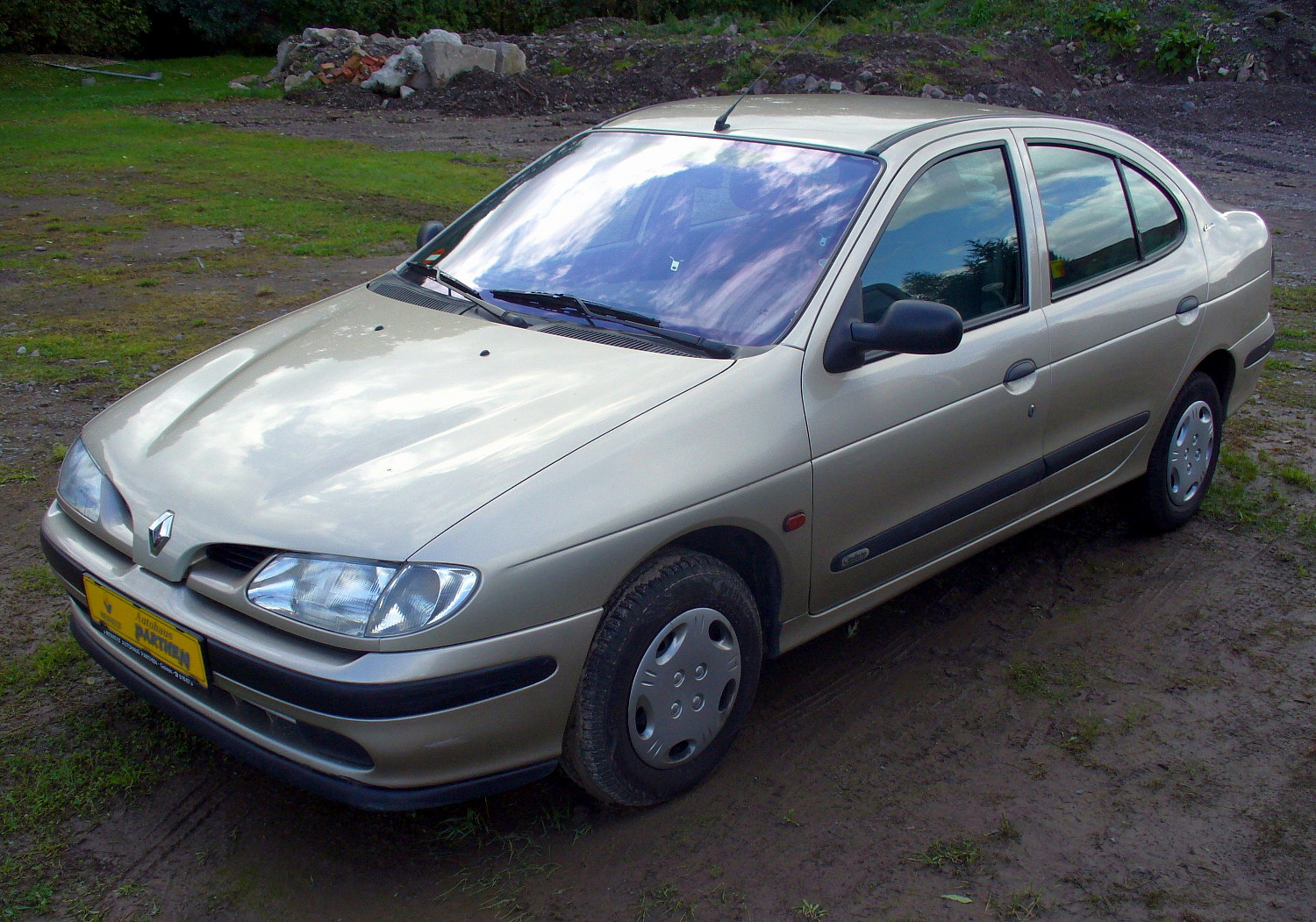
Renault Mégane 1997–2003
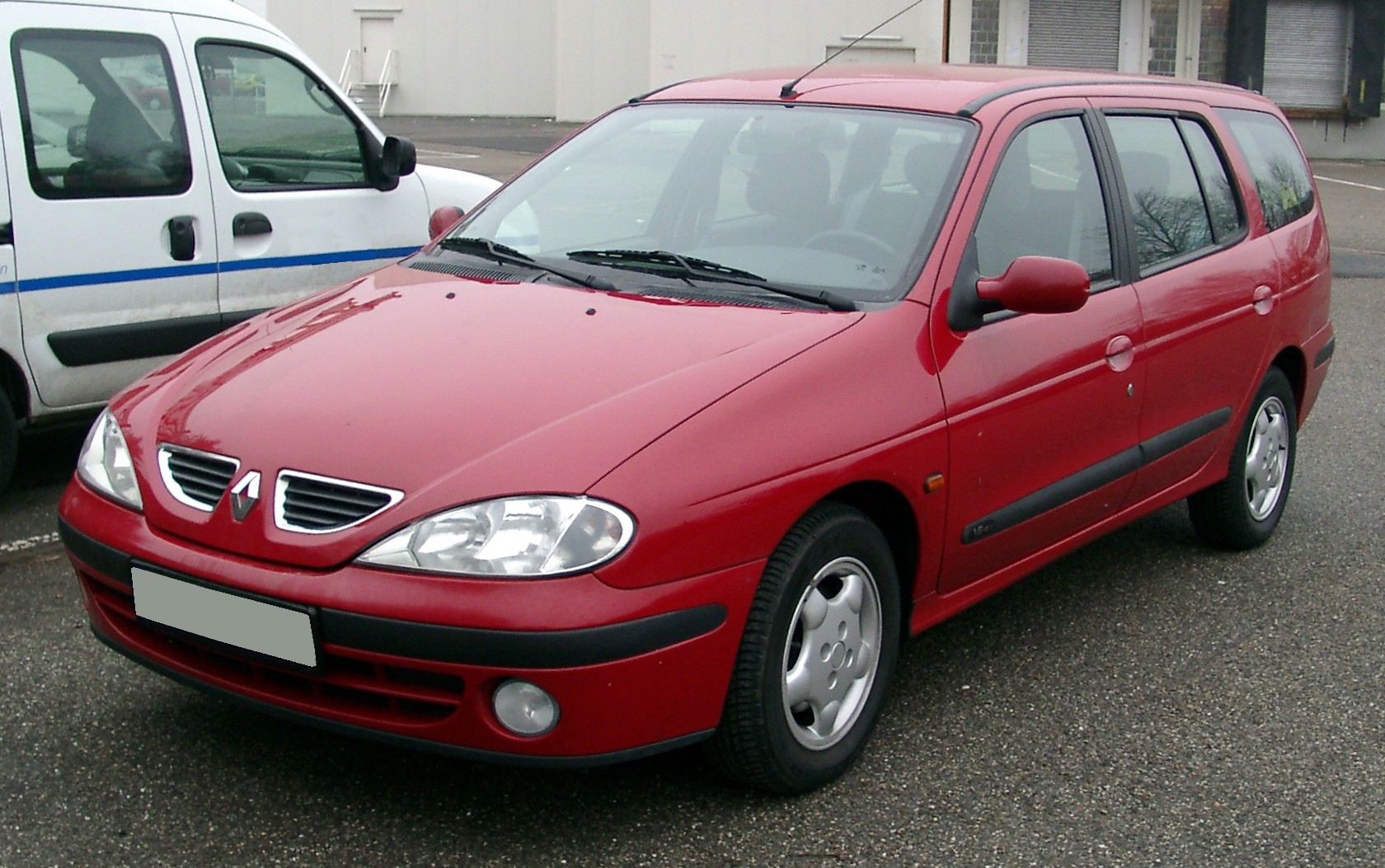
Renault Mégane Grand Tour 1998–2003
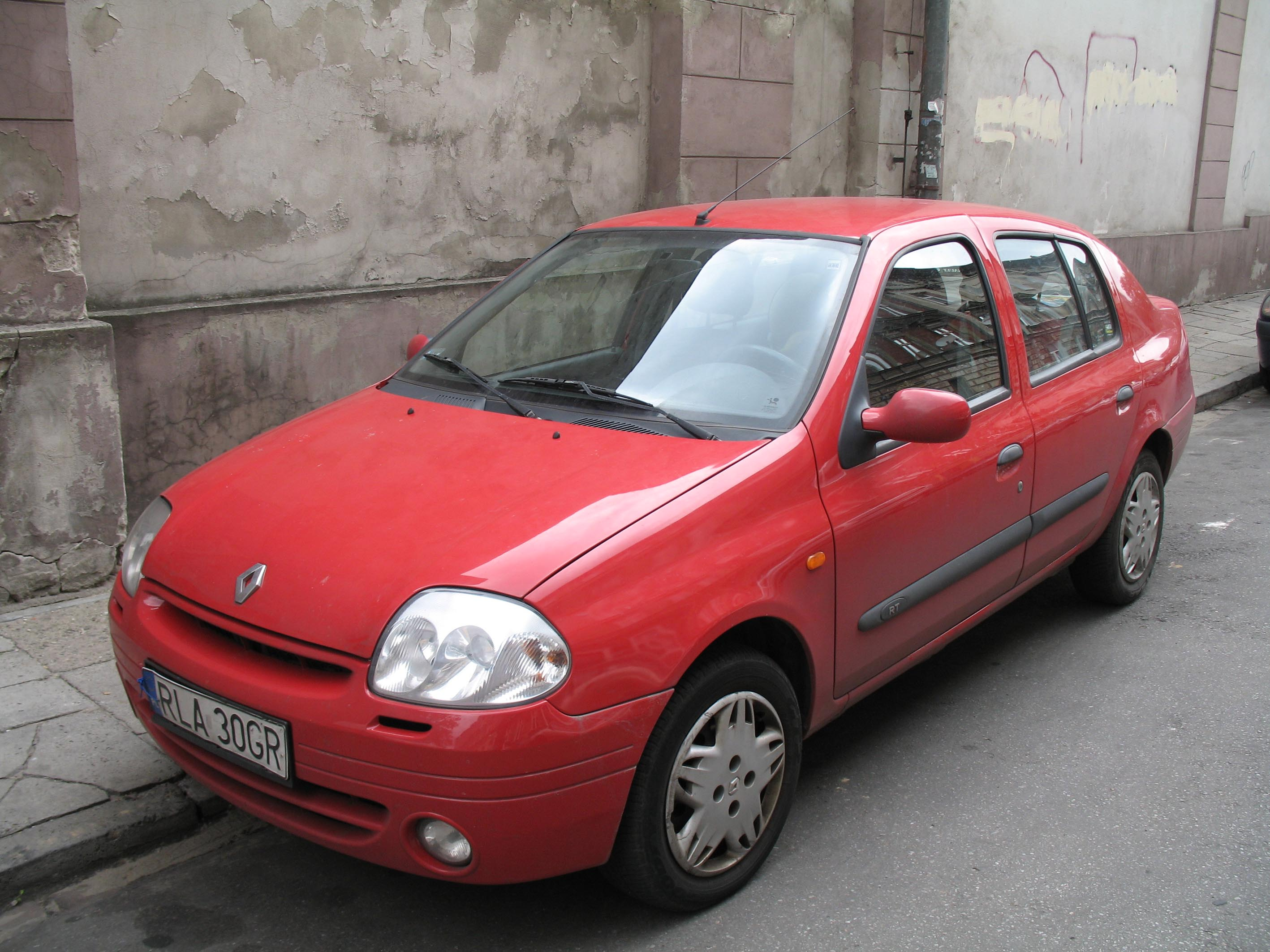
Renault Clio Symbol/ Thalia 1999–2008
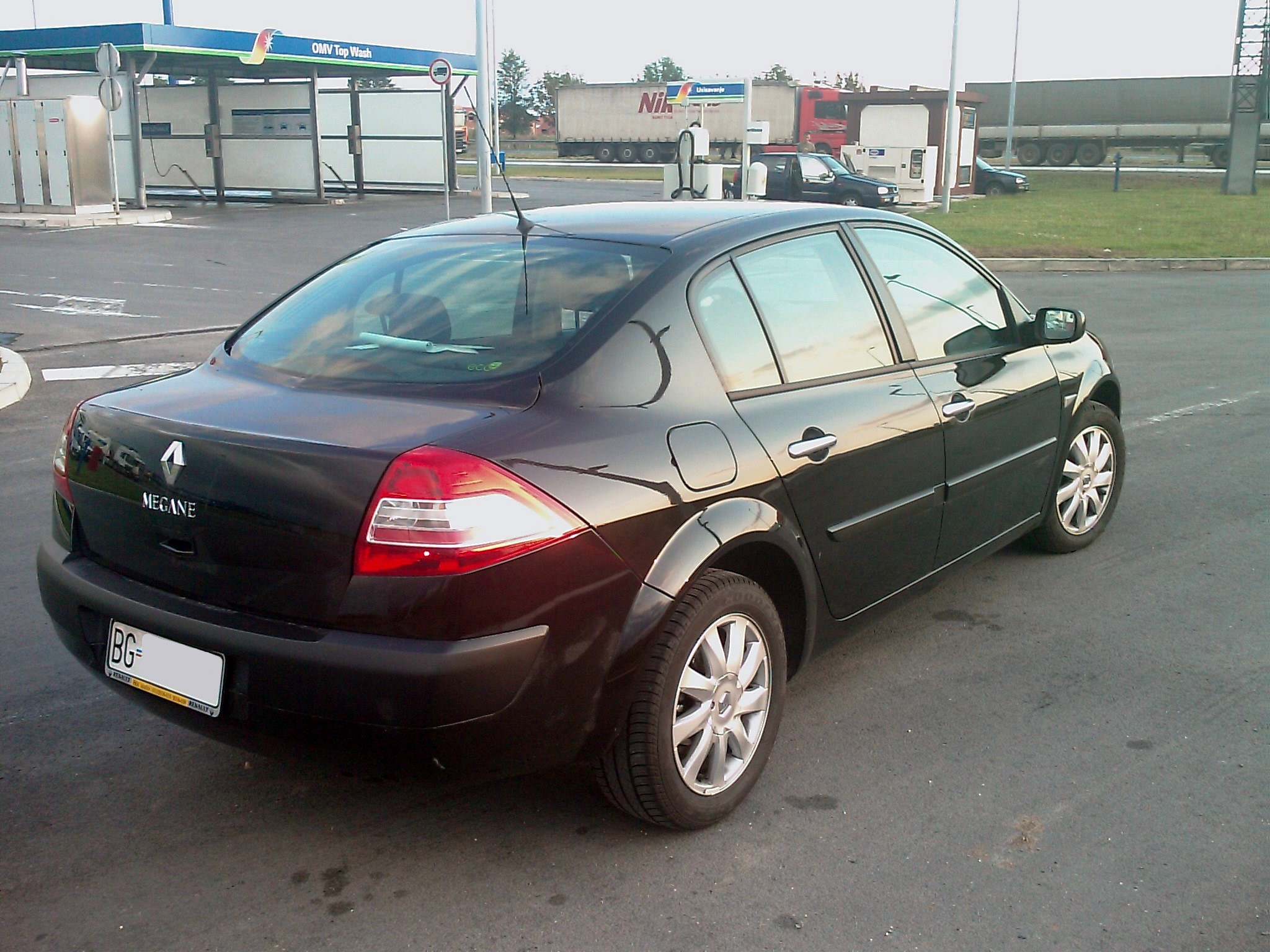
Renault Mégane Sedan 2003–2009
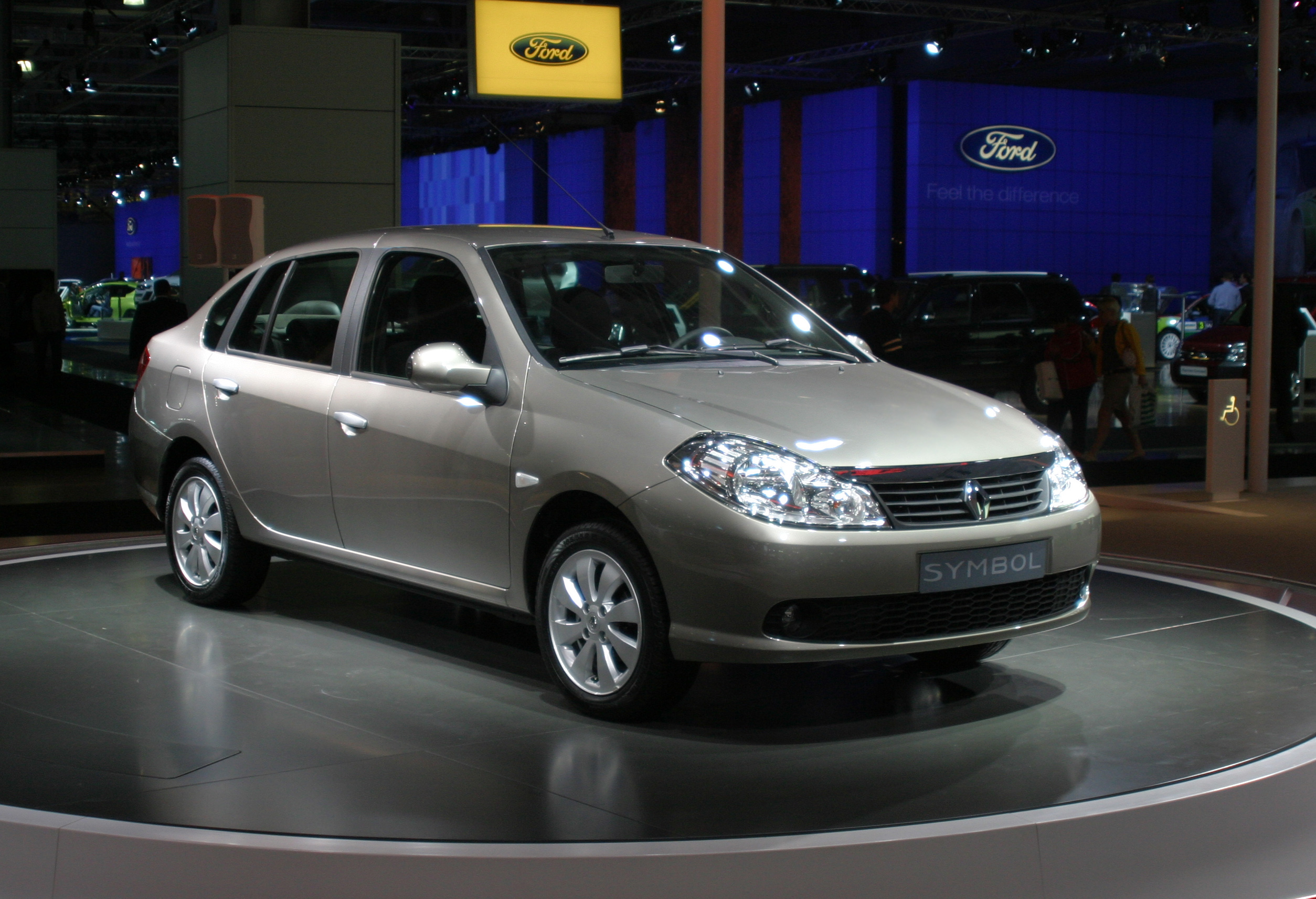
Renault Symbol/Thalia  2008-2013
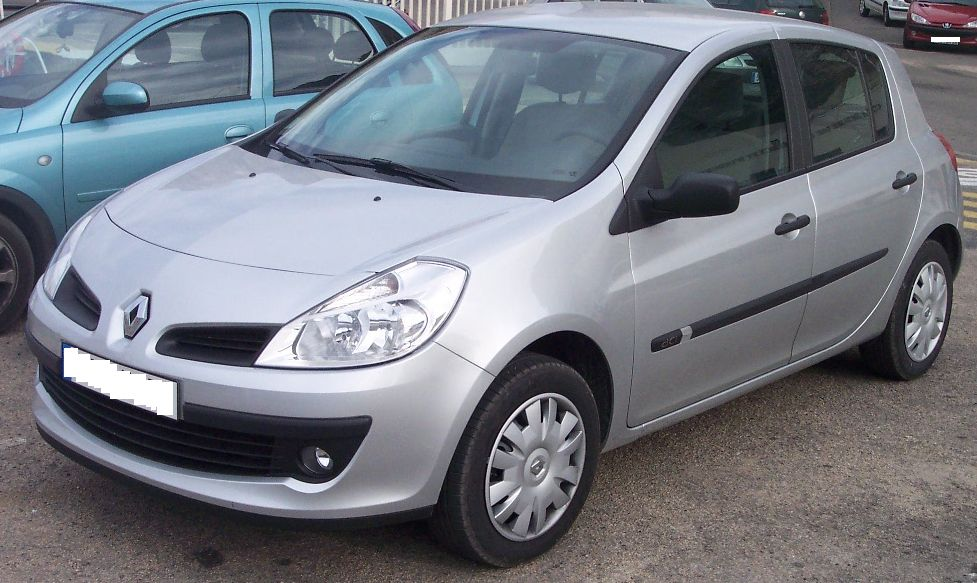
Renault Clio HB 2006-2014
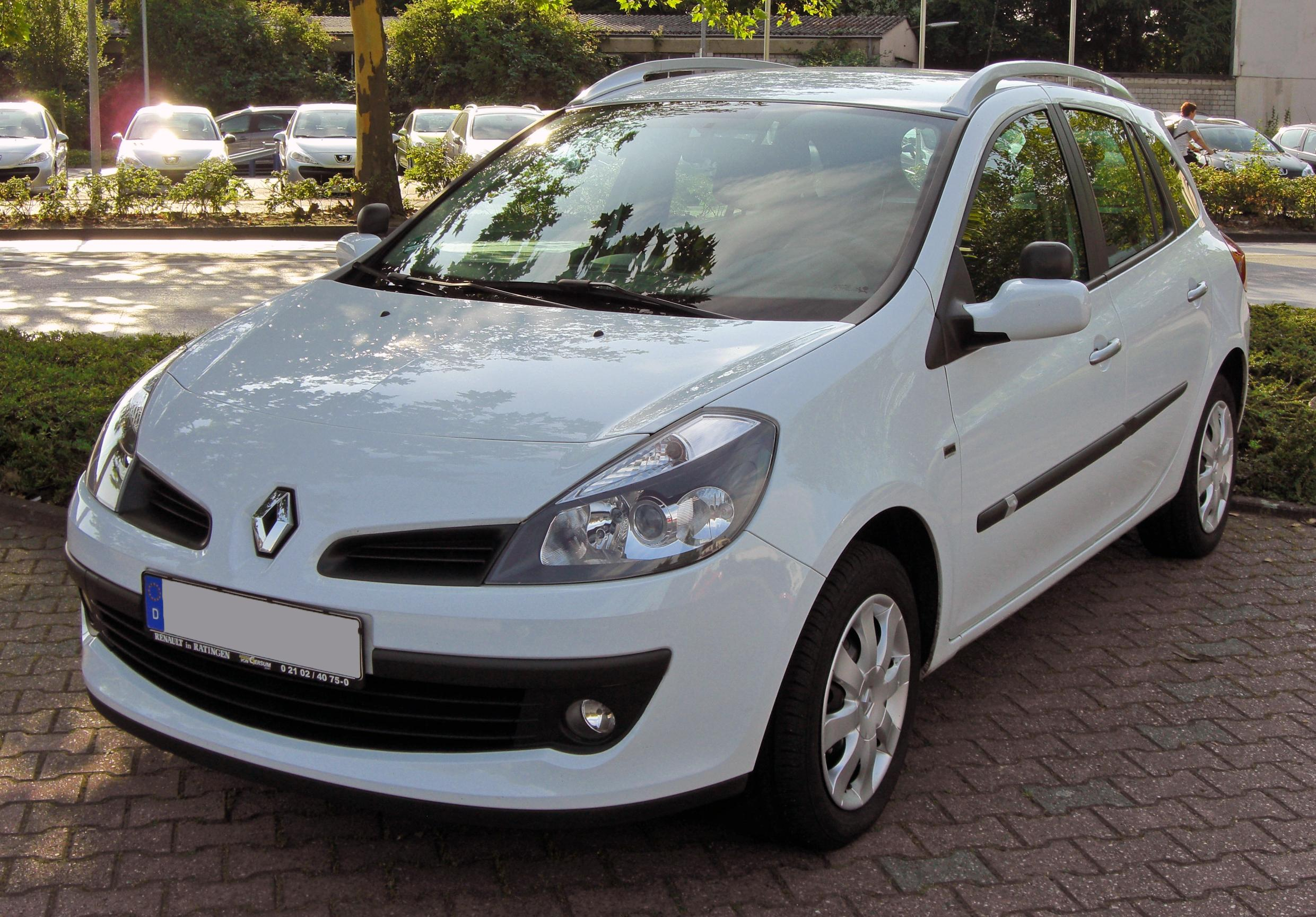
Renault Clio Grand Tour  2007-2014
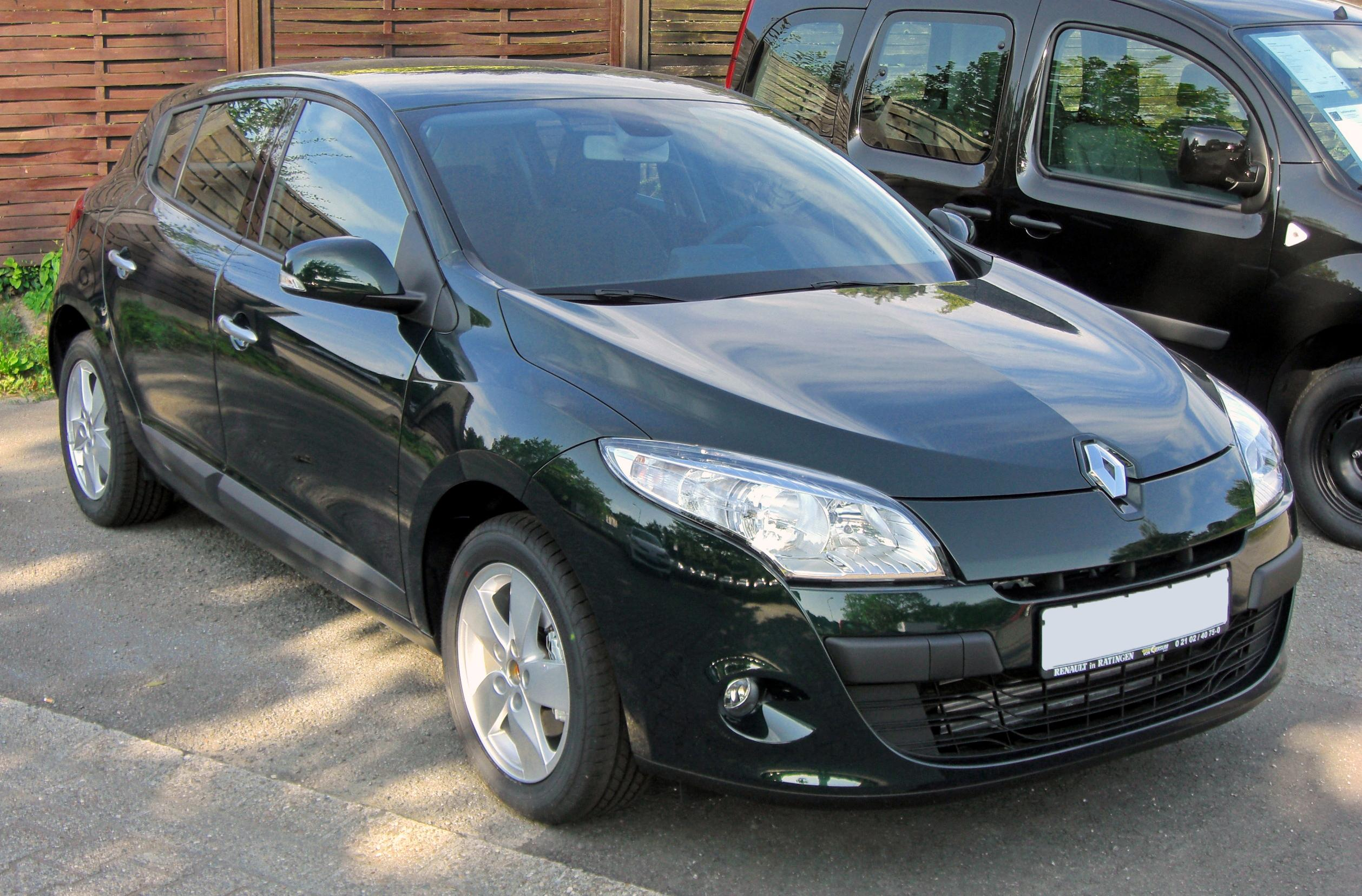
Renault Mégane HB 2009-2016
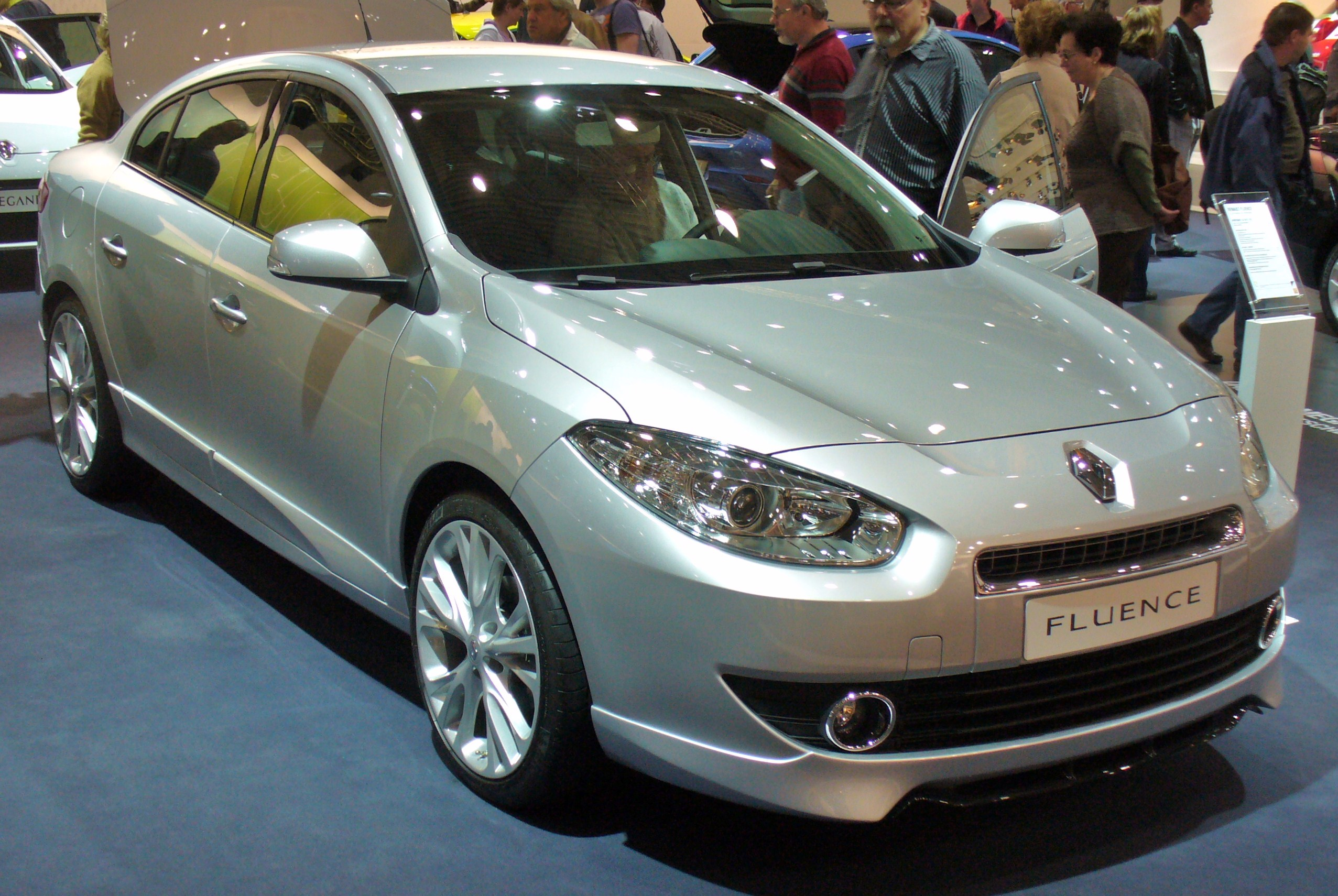
Renault Fluence 2009–2016
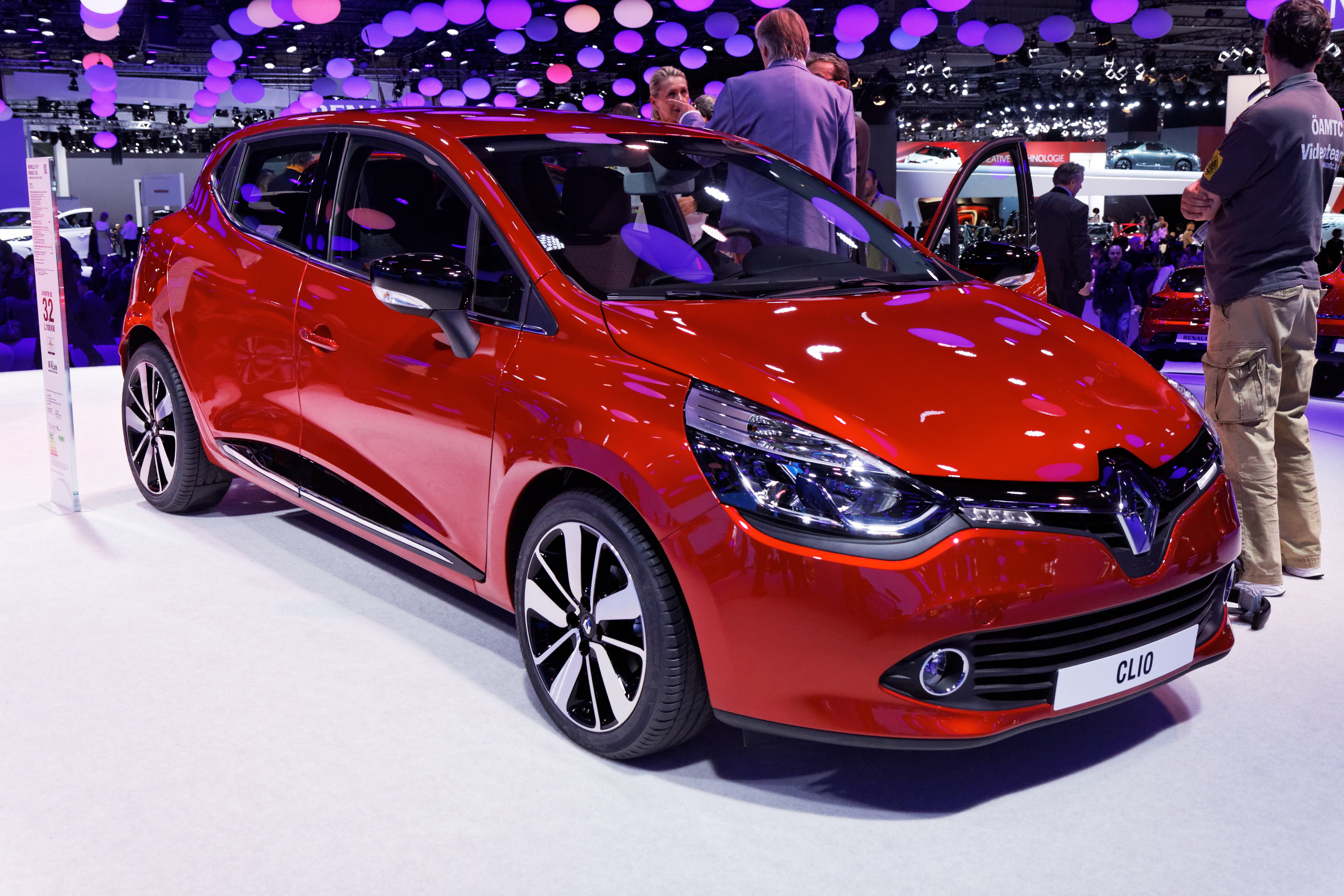
Renault Clio HB 2012–2019
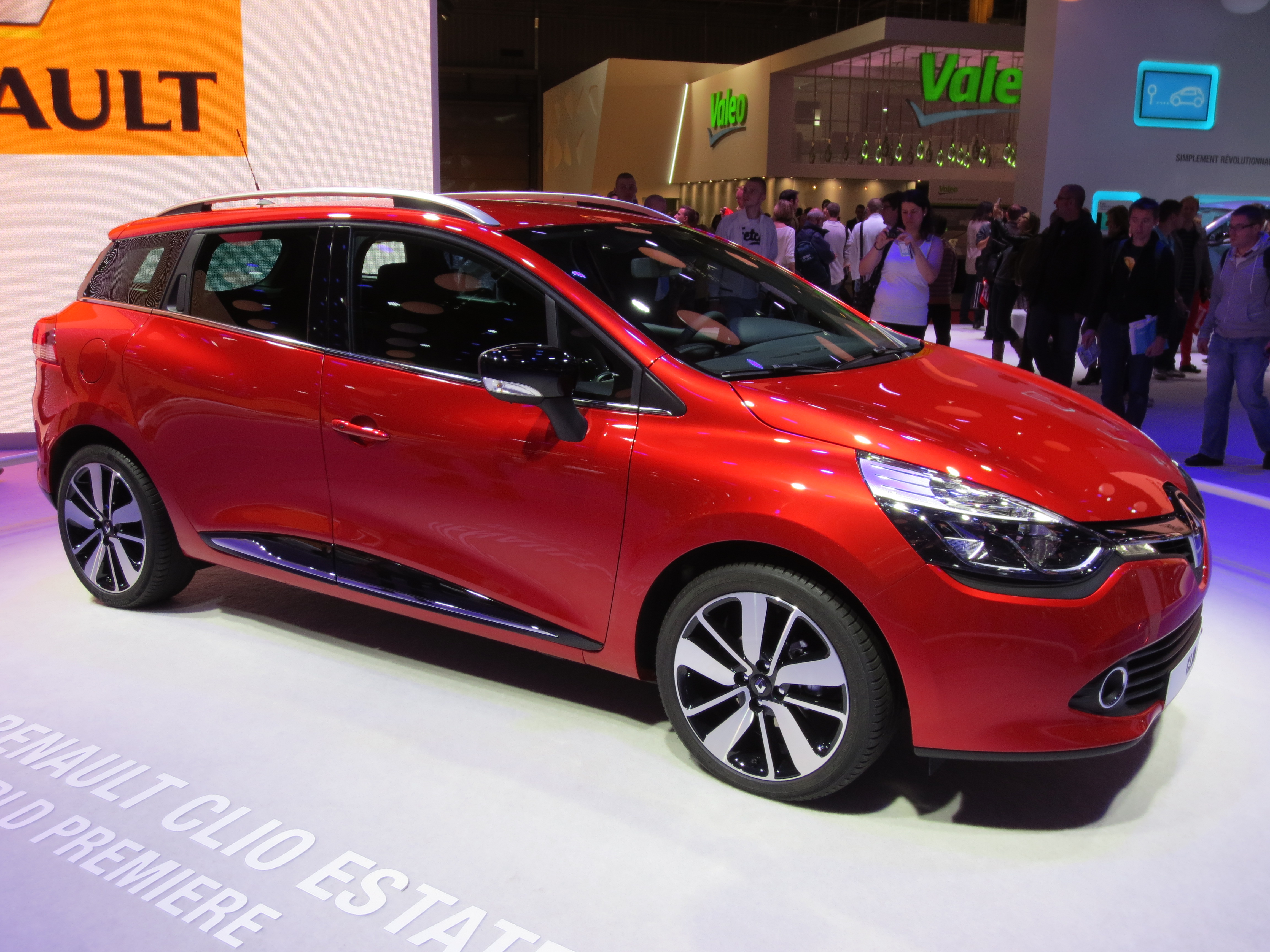
Renault Clio familiar 2012–2019
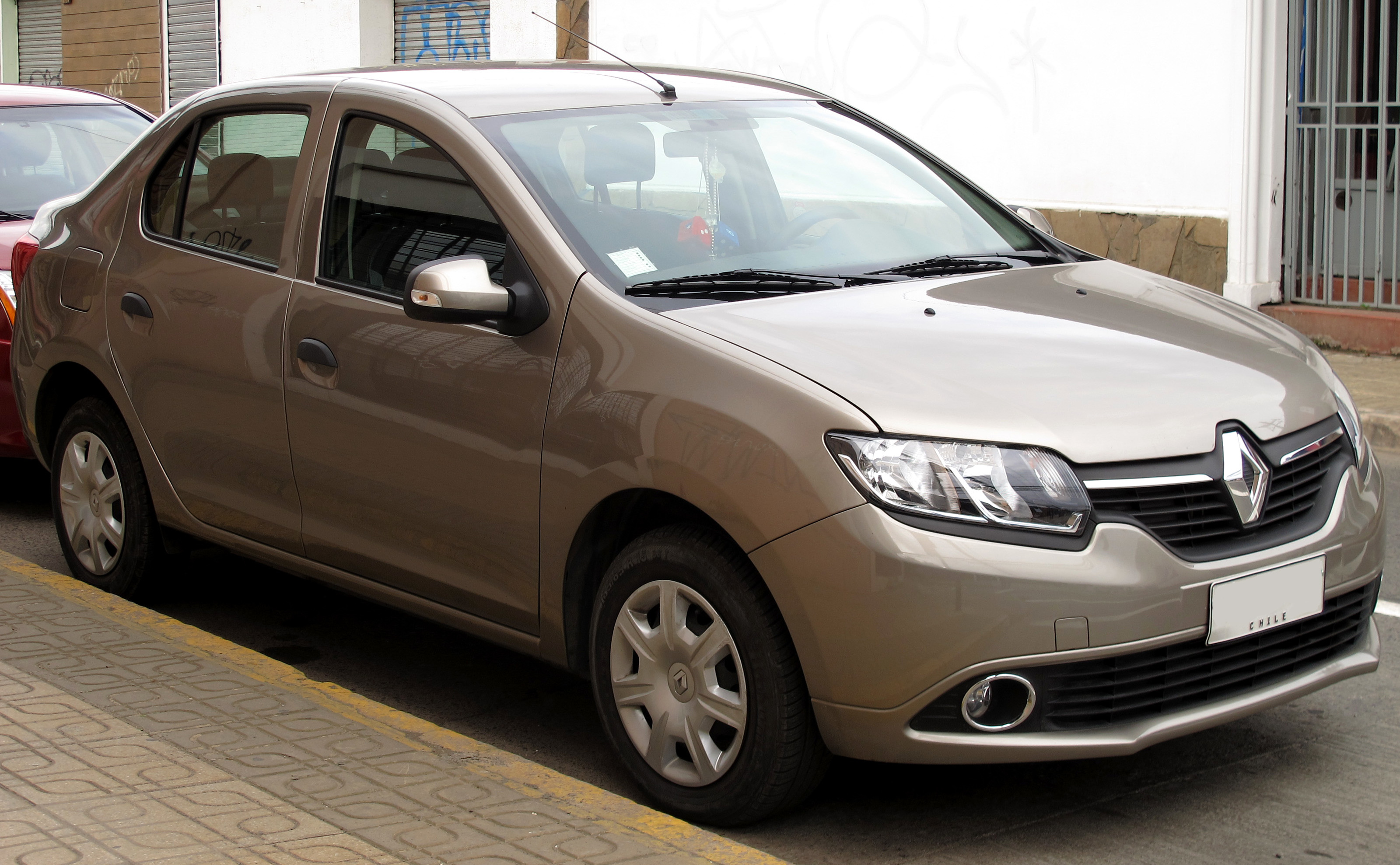
Renault Symbol 2013–2021